# فانساتر
فانساتر (بالسويدية: Vannsätter) هي منطقة سكنية تقع في السويد في Söderhamn Municipality.[بحاجة لمصدر] يقدر عدد سكانها بـ 434 نسمة ومساحتها 1.16 كم2 .